# Antitrombina
L'antitrombina è una piccola glicoproteina prodotta dal fegato che disattiva diversi enzimi del sistema della coagulazione.
Entra a far parte dei meccanismi specifici del controllo della cascata coagulativa fondamentale per evitare che ci possa essere una estensione del trombo che riduca il calibro del vaso. L’antitrombina è attivata dal legame di molecole eparino-simili sulle cellule endoteliali; da qui l’utilità clinica di somministrare eparina per curare la trombosi.

## Struttura
È costituita da 464 amminoacidi e contiene tre ponti disolfuro e quattro siti possibili di glicosilazione.

## Attività
Agisce in collaborazione con l'eparina e nell'inibizione delle proteine plasmatiche, in particolare nei confronti della trombina (II), ma anche dei fattori della coagulazione X, XII, XI e IX, della callicreina, della plasmina, dell'acrosina e della tripsina.

## Variazioni di concentrazione plasmatica

### Aumento
Può aumentare in caso di iperglobulinemia, uso di anticoagulanti orali di tipo cumarinico, VES elevata, PCR aumentata.

### Diminuzione
Diminuisce in genere dopo terapia con contraccettivi orali, in seguito a embolia polmonare, infarto miocardico acuto, coagulazione intravascolare disseminata, tromboflebite, neoplasie del fegato.

## Uso clinico
L'antitrombina è usata come proteina terapeutica estratta dal plasma umano o prodotta con metodi ricombinanti (per esempio Atryn, prodotto da latte di capre geneticamente modificate)
L'antitrombina è approvata dall'FDA come anticoagulante per la prevenzione di coagulazione prima, o durante chirurgia o parto in pazienti con deficit ereditario di antitrombina.